# Парижская Коммуна (Иркутская область)
Пари́жская Комму́на — деревня в Тайшетском районе Иркутской области России. Входит в состав Старо-Акульшетского муниципального образования.

## География
Деревня находится на расстоянии примерно 7 км к востоку от города Тайшет, административного центра района.

## Население
| 2002 | 2010 | 2011 | 2012 |
| ---- | ---- | ---- | ---- |
| 253  | ↘204 | ↘203 | ↗212 |

### Половой состав
По данным Всероссийской переписи, в 2010 году в деревне проживали 204 человека (108 мужчин и 96 женщин).